# Eulithis triangulata
Eulithis triangulata là một loài bướm đêm trong họ Geometridae.